# 3:10 to Crazytown
A 3:10 to Crazytown a Totál Dráma Akció című kanadai animációs sorozat ötödik epizódja. Az eredeti premier 2009. február 8-án volt. Magyarországon a premier 2009. október 8-án volt.

## Leírás
A versenyzők egy cowboy-próbán vesznek részt. Az első menetben rá kell esniük egy lóra, 20 méter magasból. Gwen hirtelen allergiás lesz, és köhögni kezd. A második menet kudarcba fullad, mert Owen megissza az összes vizet. A harmadik menetben a Manuknak cowboy-kalapot kell felvenniük, a Pullereknek pedig egy tőgyet. Az a feladat, hogy a cowboyoknak le kell lasszózniuk a teheneket. A Séf megkötözi Christ, mert még mindig nem kapta meg a fizetését. Amikor Chris kiszabadul, a köteleket felveszik a Pullerek, és befogják a cowboyokat. Trent nem akarja befogni Gwent, aki hagyja magát, csak hogy próbára tegye. Gwen úgy dönt, hogy szakít Trenttel, de a beszélgetést Justin is kihallgatja.
Utána Justin minden kikérdez Gwentől. A Manuk azt hiszik, hogy Gwen is benne volt abban, hogy veszítsenek. Gwen be akarja bizonyítani Justinnak, hogy nem volt benne a dologban, ezért azt mondja nekik, hogy szavazzák ki Trentet.

## Státusz
| #        | Helyezés |
| -------- | -------- |
| Gwen     | Nyer     |
| Leshawna | Nyer     |
| Heather  | Nyer     |
| Owen     | Utolsó   |
| DJ       | Nyer     |
| Duncan   | Nyer     |
| Beth     | Veszít   |
| Harold   | Nyer     |
| Justin   | Veszít   |
| Lindsay  | Veszít   |
| Trent    | Kiesik   |

## Lásd még
- Totál Dráma Akció
- A Totál Dráma epizódjainak listája